# Oortiana
Oortiana là một chi bướm đêm thuộc họ Noctuidae.